# Jean-Baptiste Jourdan
Jean-Baptiste Jourdan (ur. 29 kwietnia 1762 w Limoges, zm. 23 listopada 1833 w Paryżu) – francuski wojskowy, marszałek Francji.

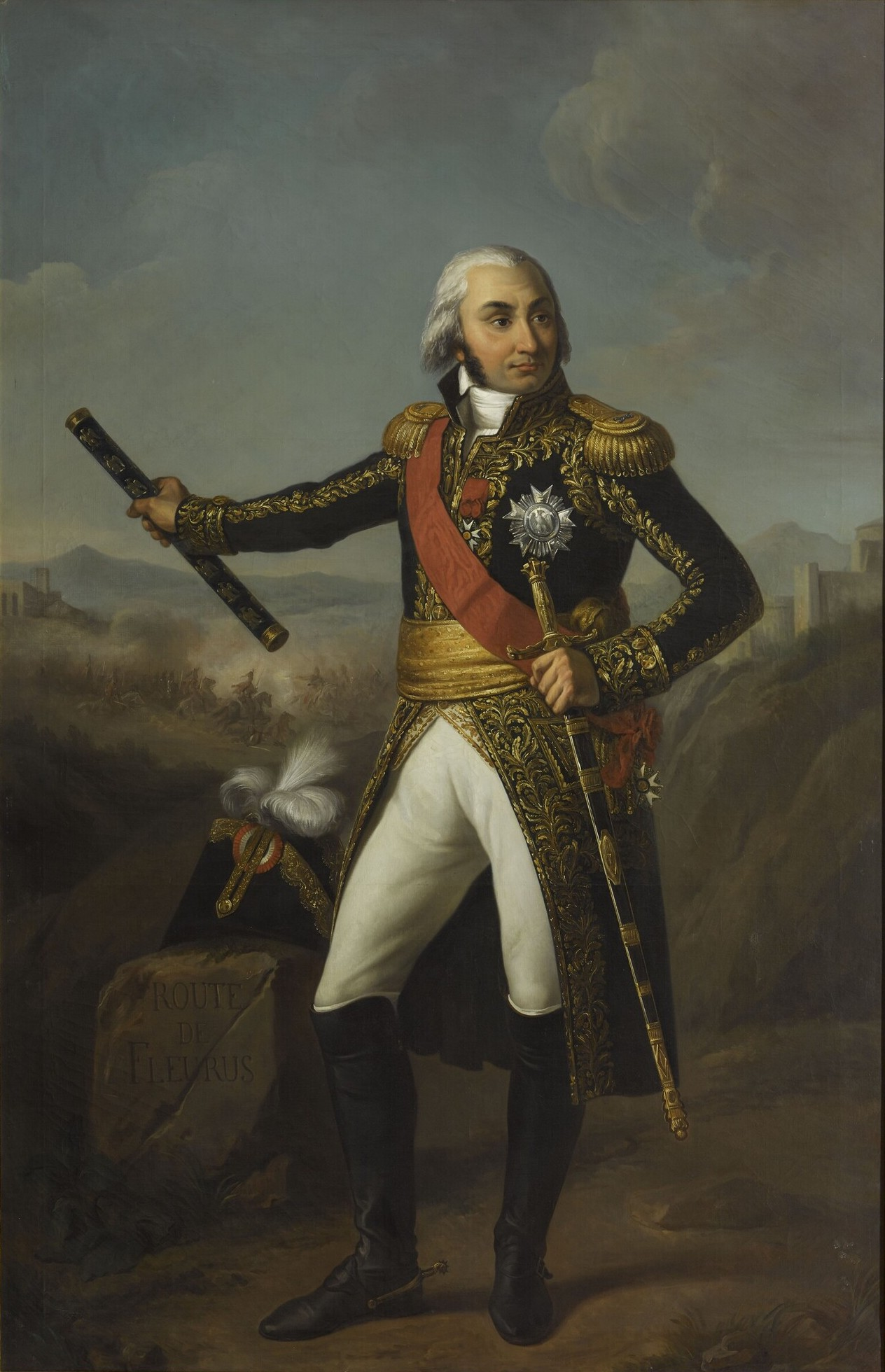
Jean-Baptiste Jourdan

## Życiorys
Jego ojciec był chirurgiem, on zaś przed ukończeniem 16 lat zaciągnął się do wojska. Walczył w Ameryce, jednak nie zyskał tam sławy, ponieważ na krótko przed zawarciem pokoju musiał wrócić do kraju z powodu kłopotów ze zdrowiem. Przez 7 lat parał się handlem, aż wybuchła rewolucja i ponownie stawił się w szeregach. W 1790 kapitan gwardii narodowej, potem dowódca 2. batalionu piechoty. Od 23 maja 1793 generał brygady, w dwa miesiące później dywizji. 
Przyczynił się do zwycięstwa pod Hondschoote, od 11 września 1793 naczelny wódz, w miesiąc później wygrał wielką, 2-dniową, bitwę pod Wattignies. Pół roku później mianowany następcą generała Hoche w armii nad Mozelą, które to stanowisko dość szybko utracił, oskarżony o brak zapału wojennego. Miesiąc później dowodził już jednak armią Sambry i Mozy, na czele której 12 czerwca 1794 zdobył Charleroi, a 26-go wygrał wielką bitwę pod Fleurus, tak ważną dla Francuzów. Potem szedł na wschód, ale napotkał arcyksięcia Karola, który pobił go pod Neumarck. Z tego powodu dowództwo zostało mu odebrane, a on wrócił do Limoges, rodzinnego miasta. Tam wybrany został do Rady Pięciuset, gdzie głosił poglądy republikańskie, a zajmował się głównie organizacją wojska.
14 października 1798 został dowódcą Armii Dunajskiej, jednak 25 marca znowu został pokonany przez arcyksięcia Karola pod Stockach, przez co zastąpił go w dowództwie André Masséna, a on sam wrócił do Rady. Nie pomagał Bonapartemu 18 Brumaire, był przewrotowi wręcz przeciwny. W 1800 mianowany generałem inspektorem piechoty i jazdy w Piemoncie. W 1802 wybrany na członka Senatu. 
Od 1803 dowódca armii włoskiej, odwołany rok później na rzecz Massény. Od 1806 do 1809 doradca króla Józefa Bonaparte w Hiszpanii. Na czas wyprawy rosyjskiej wrócił jednak na polecenie Napoleona i objął porzucone wcześniej obowiązki. Po klęsce pod Vitorią wrócił do Rouen i tam żył spokojnie jakiś czas. Po upadku Napoleona opowiedział się za królem Ludwikiem XVIII, pomógł jednak Bonapartemu w czasie 100 dni. Po Waterloo znowu oświadczył się za Ludwikiem XVIII, jednak stracił dowództwo i godność Para, przywróconą mu jednak w 1819. Potem mianowany jeszcze gubernatorem Domu Inwalidów.